# Klesem (Kandangserang)
Klesem is een bestuurslaag in het regentschap Pekalongan van de provincie Midden-Java, Indonesië. Klesem telt 1693 inwoners (volkstelling 2010).